# Chaiyya Chaiyya
«Chaiyya Chaiyya» (en español: [Caminar] en la sombra) es una canción india de la película de Bollywood Dil Se.. de 1998, protagonizada por Shahrukh Khan y dirigida por Mani Ratnam.
La canción, basada en la música sufí y en la poesía urdu, fue compuesta por A. R. Rahman, escrita por Gulzar y cantada por Sukhwinder Singh y Sapna Awasthi. Rápidamente se hizo popular después de su lanzamiento y su video musical ganó el mismo estatus, en parte porque fue filmado en un tren en movimiento. La versión tamil se titula «Thaiyya Thaiyya».
En 2003 el BBC World Service llevó a cabo una encuesta internacional para elegir las diez canciones más populares de todos los tiempos. Alrededor de 7000 canciones fueron seleccionadas de todo el mundo. De acuerdo con las BBC, la gente de 155 países votaron «Chaiyya Chaiyya» noveno entre las 10 canciones.